# Helina perexigua
Helina perexigua är en tvåvingeart som först beskrevs av Pandelle 1899.  Helina perexigua ingår i släktet Helina och familjen husflugor. Inga underarter finns listade i Catalogue of Life.